# Ateismo cristiano
Nella pubblicistica politica, l'ateismo cristiano o cristianesimo secolare denota la posizione ideologica di alcuni intellettuali, i quali ritengono indispensabile la tutela della tradizione cristiana al fine di salvaguardare i princìpi politici di libertà e democrazia della civiltà occidentale, a prescindere dalla loro eventuale fede cristiana. Tale posizione ha alcune affinità con le posizioni dei Teocon statunitensi.
Per riferirsi ai rappresentanti di questa corrente politico-ideologica che, benché atei, tendono a difendere le idee e le posizioni della Chiesa cattolica, si fa uso in ambito giornalistico anche del termine atei devoti.

## Storia
Predecessori politici degli atei cristiani o fautori di un cristianesimo secolare possono essere visti in Niccolò Machiavelli, in Thomas Hobbes, in Charles Maurras - il fondatore del movimento conservatore-reazionario Action Française, che si definiva athée catholique (il movimento politico venne condannato dalla Chiesa francese e Maurras subì la scomunica da parte di papa Pio XI), nelle critiche a Voltaire fatte da due intellettuali pur miscredenti come Vittorio Alfieri (nella satira L'antireligioneria) e Giacomo Casanova, nel secondo positivismo reazionario di Auguste Comte ma anche nei filosofi liberali Alexis de Tocqueville e Benedetto Croce (Perché non possiamo non dirci "cristiani"), in filosofi post-hegeliani come Bruno Bauer e in alcuni sostenitori non progressisti dell'eresia modernista, condannata da Pio X. Affini anche certi aderenti conservatori del protestantesimo laicizzato e del cristianesimo postmoderno, e gli ortodossi culturali non praticanti.
Fiero oppositore dell'ateismo cristiano e di ogni forma di religione civile fu, invece, Søren Kierkegaard. Per il filosofo danese il presupposto dell'ateismo cristiano è il desiderio di poter far a meno del volto tremendo e sempre misterioso di Dio, per sostituirlo con una versione più "etica", razionalizzabile e tranquillizzante. In questo senso, l'ateismo cristiano non si basa sulla negazione dell'esistenza di Dio, ma sullo snaturamento dei contenuti del cristianesimo.

## Tesi dell'ateismo cristiano
(Oriana Fallaci, La forza della ragione, p. 57)
Gli "atei cristiani" o "atei devoti" sostengono la necessità di una riaffermazione dei valori cristiani come fondamento dell'Occidente, nell'attuale scenario di espansione dell'Islam. Da notare che, a differenza di quei cattolici che pure sostengono posizioni politiche vicine al conservatorismo, queste personalità spesso non nascondono di essere personalmente su posizioni agnostiche o atee rispetto alla problematica religiosa.
I sostenitori dell'importanza del cristianesimo come radice della civiltà occidentale ritengono che l'eventuale declino dei valori cristiani debba condurre immancabilmente anche alla scomparsa del modello culturale europeo e occidentale, basato sulla democrazia e la libertà.
In ciò vi sono alcune analogie con la filosofia politica di Leo Strauss in tema di "scrittura reticente": secondo il filosofo tedesco, è giusto che una minoranza di esseri umani sia depositaria di una verità superiore, unico fondamento di quella cultura e di quella moralità che le masse non sarebbero in grado di raggiungere. In effetti, il pensiero di Leo Strauss è stato oggetto di studi da parte di Giuliano Ferrara, il principale promotore delle posizioni del neoconservatorismo e dell'ateismo cristiano in Italia.
Numerosi esponenti politici e culturali italiani hanno dichiarato la loro aderenza agli ideali degli "atei devoti" nel primo decennio del XXI secolo. La scrittrice Oriana Fallaci si dichiarava "atea cristiana", cercando di risolvere la contraddizione grazie alla distinzione tra fede (nel suo caso assente) e religione come orizzonte culturale e morale (in questo caso cristiano).
Giuliano Ferrara ha dichiarato:
Nel 2004 Vittorio Messori, recensendo il libro Senza radici, nel quale erano raccolti due saggi di Marcello Pera e di Joseph Ratzinger, riteneva di individuare nella posizione dell'allora pontefice una certa diffidenza per "un cristianesimo senza Cristo", come quello propugnato dall'ideologia ateo-cristiana. Tuttavia lo stesso Marcello Pera è stato definito "ateo devoto" e negli anni successivi anche Ferrara e la Fallaci, nonostante il loro ateismo, hanno incontrato Ratzinger,.
Molti di questi intellettuali (Fallaci, Ferrara, Pera) si sono schierati su posizioni filoamericane nella guerra al terrorismo e nella guerra in Iraq, aderendo a ideologie come il neoconservatorismo, il sionismo, il gruppo teocon e l'idea anti-islamica dello scontro di civiltà. 

### Critiche contemporanee
Numerosi esponenti cristiani e cattolici hanno criticato gli atei cristiani per l'uso politico-culturale di una religione in cui non credono.
Aspre critiche verso gli atei cristiani sono venute anche da parte di un intellettuale tradizionalista cattolico, contrario alla guerra in Iraq e alla criminalizzazione dell'Islam, lo storico Franco Cardini nel saggio La paura e l'arroganza, scritto in risposta a La rabbia e l'orgoglio di Oriana Fallaci (il primo in cui la scrittrice fa ampio ricorso a tematiche neoconservatrici e ateo-cristiane).
Secondo Filippo Rossi, direttore della fondazione Farefuturo, «li definiscono atei cristiani ma, in fondo, sono semplici bestemmiatori, mercanti di paura che cacciano Gesù dal tempio, svuotando la fede di qualsiasi senso religioso. (...) Il paradosso è tutto qui: difendono il cristianesimo ma, di certo, non sono buoni cristiani».